# Welcome (2009)
Welcome é um filme de drama produzido na França e lançado em 2009, sob a direção de Philippe Lioret.